# James Lyke
James Patterson Lyke OFM (ur. 18 lutego 1939 w Chicago, Illinois, zm. 27 grudnia 1992 w Atlancie, Georgia) – afroamerykański duchowny rzymskokatolicki, arcybiskup metropolita Atlanty w latach 1991-1992.

## Życiorys
Urodził się jako najmłodsze z siedmiorga dzieci w ubogiej rodzinie. Wychowywany był przez matkę. Święcenia kapłańskie otrzymał 24 czerwca 1966 w zakonie franciszkanów. Pracował duszpastersko m.in. w Ohio, a następnie w Tennessee, gdzie został pierwszym w historii czarnoskórym kapłanem pracującym regularnie na tych terenach. W roku 1977 przeniósł się do Luizjany.
30 czerwca 1979 papież Jan Paweł II mianował go biskupem pomocniczym diecezji Cleveland. Sakry udzielił mu ówczesny ordynariusz Cleveland James Hickey, przyszły kardynał. 10 lipca 1990 mianowany administratorem apostolskim archidiecezji Atlanta po rezygnacji abpa Eugene'a Marino w atmosferze skandalu obyczajowego. Okazało się, że bp Lyke został w tej archidiecezji na stałe, bowiem 30 kwietnia 1991 potwierdzona została jego nominacja na arcybiskupa metropolitę Atlanty. Niedługo później zachorował na raka. Walczył z nim nieskutecznie przez dziewięć miesięcy. Zmarł w swym mieszkaniu otoczony przez rodzinę i przyjaciół. Mszę pogrzebową koncelebrował jego konsekrator kard. Hickey. Pochowany został na cmentarzu Arlington w Atlancie.